# 1987 في البرازيل
فيما يلي قوائم الأحداث التي وقعت خلال عام 1987 في البرازيل.

## رياضة
- 12 أبريل – جائزة البرازيل الكبرى 1987 الفائز ألن بروست.

## كتب
من الكتب التي صدرت هذه السنة في البرازيل:
- 1 يناير – الحاج من تأليف باولو كويلو.

## مواليد

### يناير
- 1 يناير – أندرسون دوس سانتوس لاعب كرة قدم برازيلي.
- 3 يناير – إدغار برونو دا سيلفا لاعب كرة قدم برازيلي.
- 8 يناير – إيفرسون لينس فيريرا لاعب كرة قدم برازيلي.
- 9 يناير – لوكاس ليفا لاعب كرة قدم برازيلي.
- 11 يناير – هاري لويس ممثل برازيلي.
- 12 يناير – كريستيانو دا سيلفا لاعب كرة قدم برازيلي.
- 13 يناير – مارسيلو غروهي لاعب كرة قدم برازيلي.
- 25 يناير – رودريغو بارانا لاعب كرة قدم برازيلي.
- 26 يناير – ماريو برانداو دا سيلفيرا لاعب كرة قدم برازيلي.
- 29 يناير – بيدرو جونيور لاعب كرة قدم برازيلي.
- 31 يناير – كيرينو دا سيلفا واغنر لاعب كرة قدم برازيلي.

### فبراير
- 13 فبراير – ريكاردو سانتوس لاعب كرة قدم برازيلي.
- 14 فبراير – فالس جونيور لاعب كرة قدم برازيلي.

### مارس
- 7 مارس – أرغون دا سيلفا سانتوس لاعب كرة قدم برازيلي.
- 7 مارس – دوغلاس دي سوزا لاعب كرة قدم ياباني.
- 11 مارس – برونو كورتيز لاعب كرة قدم برازيلي.
- 13 مارس – باكر دوغلاس ريكاردو لاعب كرة قدم برازيلي.
- 13 يناير – مارسيلو غروهي لاعب كرة قدم برازيلي.
- 20 مارس – جو لاعب كرة قدم برازيلي.
- 20 مارس – روجيريو كوتينيو لاعب كرة قدم برازيلي.
- 24 أغسطس – مارسيل سكرامنتو لاعب كرة قدم برازيلي.
- 24 مارس – راميريز لاعب كرة قدم برازيلي.
- 25 مارس – دارسي سبروت نيتو لاعب كرة قدم برازيلي.
- 31 مارس – إيليزيو سانتوس سانتانا لاعب كرة قدم برازيلي.

### أبريل
- 2 أبريل – إدينالدو باتيستا دوس سانتوس لاعب كرة قدم برازيلي.
- 10 أبريل – ديفيد ساكوني لاعب كرة قدم برازيلي.
- 11 أبريل – اوزفالدو لورينسو فيلهو لاعب كرة قدم برازيلي.
- 12 أبريل – أندريه ميلي لاعب كرة مضرب برازيلي.
- 12 أبريل – لويز أدريانو لاعب كرة قدم برازيلي.
- 13 أبريل – دوريفا داس نيفيس فيراز جونيور لاعب كرة قدم برازيلي.
- 15 أبريل – جونيور مورايس لاعب كرة قدم برازيلي.
- 21 أبريل – خوسيه فابيو سانتوس دي أوليفيرا لاعب كرة قدم برازيلي.
- 21 أبريل – نيلتون فيريرا جونيور لاعب كرة قدم برازيلي.
- 22 أبريل – دافيد لويز لاعب كرة قدم برازيلي.
- 23 أبريل – جورجي سانتوس سيلفا لاعب كرة قدم برازيلي.
- 23 أبريل – جورجي سمير لاعب كرة قدم برازيلي.
- 23 أبريل – ريكاردوأباريسيدو تافاريس لاعب كرة قدم برازيلي.

### مايو
- 2 مايو – أدريانو دي أوليفيرا سانتوس لاعب كرة قدم برازيلي.
- 8 مايو – دييغو ماتشادو لاعب كرة قدم برازيلي.
- 9 مايو – ألكسندر دا سيلفا غابرييل لاعب كرة قدم برازيلي.
- 14 مايو – ريناتو كارلوس مارتينز جونيور لاعب كرة قدم برازيلي.
- 22 مايو – رومولو لاعب كرة قدم برازيلي.
- 27 مايو – ويلينغتون دا سيلفا دي سوزا لاعب كرة قدم برازيلي.
- 28 مايو – فيليب غوميز لاعب كرة قدم برازيلي.
- 30 مايو – واندر لويز بيتينكورت جونيور لاعب كرة قدم برازيلي.

### يونيو
- 3 يونيو – برونو ماينغي لاعب كرة قدم برازيلي.
- 3 يونيو – كايو توريس لاعب كرة سلة برازيلي.
- 6 يونيو – كاسيو راموس لاعب كرة قدم برازيلي.
- 12 يونيو – جيل لاعب كرة قدم برازيلي.
- 18 يونيو – جوناثان تافيرناري لاعب كرة سلة برازيلي.
- 22 يونيو – لويس جيفيرسون إيشير لاعب كرة قدم برازيلي.
- 22 يونيو – موبي بلاتيني دياس راموس لاعب كرة قدم برازيلي.
- 30 يونيو – جواو غابرييل فاسكونسيلوس
- 30 يونيو – رافاييل دوس سانتوس دي أوليفيرا لاعب كرة قدم برازيلي.

### يوليو
- 6 يوليو – كارولين ترينتيني عارضة برازيلية.
- 6 يوليو – كايو فيليبي غونسالفيس لاعب كرة قدم برازيلي.
- 7 يوليو – أليكس بيريرا ملاكم كيك بوكسينغ برازيلي.
- 7 يوليو – إلتون ديفينو سيليو لاعب كرة قدم برازيلي.
- 10 يوليو – جوسوي سوزا سانتوس لاعب كرة قدم برازيلي.
- 18 يوليو – كارلوس إدواردو ماركيز لاعب كرة قدم برازيلي.
- 23 يوليو – لويس غوستافو لاعب كرة قدم برازيلي.
- 25 يوليو – فيرناندو فرانسيسكو ريجيس لاعب كرة قدم برازيلي.
- 29 يوليو – أليس دلال عارضة برازيلية.
- 30 يوليو – رافائيل أموريم لاعب كرة قدم برازيلي.

### أغسطس
- 1 أغسطس – ماركوس دينيز لاعب كرة قدم برازيلي.
- 6 أغسطس – رايتشل لاعب كرة قدم برازيلي.
- 7 أغسطس – فيليبي أليستي لوبيس لاعب كرة قدم برازيلي.
- 10 أغسطس – أوسمار فرانسيسكو لاعب كرة قدم برازيلي.
- 16 أغسطس – جوسيمار رودريغيز سوزا روبيرتو لاعب كرة قدم برازيلي.
- 17 أغسطس – لياندرو تيكسيرا دانتاس لاعب كرة قدم برازيلي.
- 21 أغسطس – أندرسون مارتينز لاعب كرة قدم برازيلي.
- 21 أغسطس – إليسون فاغونديس دوس سانتوس لاعب كرة قدم برازيلي.
- 24 أغسطس – مارسيل سكرامنتو لاعب كرة قدم برازيلي.

### سبتمبر
- 4 سبتمبر – باتريك فابيانو لاعب كرة قدم برازيلي.
- 8 سبتمبر – روبرتو بريتو لوسيانو لاعب كرة قدم برازيلي.
- 8 سبتمبر – غابرييل دونيزيتي دي سانتانا لاعب كرة قدم برازيلي.
- 11 سبتمبر – لينس ليما دي بريتو لاعب كرة قدم برازيلي.
- 13 سبتمبر – خوسيه غيلدكسن كليمنت دي بايفا لاعب كرة قدم برازيلي.
- 22 سبتمبر – لوكاس تيارت لاعب كرة قدم برازيلي.
- 26 سبتمبر – إيفاندورو سيلفا دو ناسيمينتو لاعب كرة قدم برازيلي.
- 29 سبتمبر – آلان مينيرو لاعب كرة قدم برازيلي.

### أكتوبر
- 11 أكتوبر – أندريسا أوراخ
- 16 أكتوبر – أندرسون سواريس دا سيلفا لاعب كرة قدم برازيلي.
- 18 أكتوبر – آنا بولا بيلو لاعبة كرة يد برازيلية.
- 20 أكتوبر – دانيال لوبيز أمورا لاعب كرة قدم برازيلي.
- 23 أكتوبر – رودريغو بيمبي لاعب كرة قدم برازيلي.
- 26 أكتوبر – أندرسون باتريك أغيار أوليفيرا لاعب كرة قدم برازيلي.
- 27 أكتوبر – رودريغو موليدو لاعب كرة قدم برازيلي.
- 29 أكتوبر – زي إدواردو لاعب كرة قدم برازيلي.

### نوفمبر
- 9 نوفمبر – جاكلين أناستاسيو لاعبة كرة يد برازيلية.
- 12 نوفمبر – دوغلاس فييرا لاعب كرة قدم برازيلي.

### ديسمبر
- 21 ديسمبر – باربرا فيالو
- 30 ديسمبر – توماز بيلوتشي لاعب كرة مضرب برازيلي.
- 30 ديسمبر – ديانفريس دوغلاس تشاغاس ماتوس لاعب كرة قدم برازيلي.

## وفيات

### فبراير
- 2 فبراير – كارلوس خوسيه كاستيو (مواليد 1927)

### يوليو
- 18 يوليو – جيلبرتو فريري (مواليد 1900)

### أغسطس
- 17 أغسطس – كارلوس درموند دي آندرادي (مواليد 1902) شاعر برازيلي.

### أكتوبر
- 2 أكتوبر – بيتر مدور (مواليد 1915)